# Альма Ніссен
Ніссен Альма (дан. Alma Nissen; 1897, Данія — 1991) — данська діячка громадського руху за альтернативну медицину на основі холістичного (тобто, цілісного на відміну від  симптоматичного лікування окремих органів) підходу до здоров'я людини, здорового харчування і здорового способу життя. В Скандинавії цей рух часто називають Ваєрладським за іменем засновника Аре Ваєрланда (Are Waerland). В Україні більше відомі терміни «натуропатія», «натуропат». До схожих рухів в Україні можна віднести таких діячів як А. А. Мікулін,  Ю. С. Ніколаєв, Г. С. Шаталова, П. К. Іванов.

## Життєпис
Альма Ніссен народилась і виросла в Данії, але багато років жила і працювала в Швеції, де вона допомогла багатьом людям із різних країн в своєму приватному санаторії «Брандал» (Brandals Hälsohem).

### Данською мовою
- «Загадка ревматизму розгадана» (Gigtens gåde er løst).
- «Лікування постом, лікування астми та бронхіту» (Faste- og astma- og bronkitiskure).

### Шведською мовою
- «Так я лікую ревматизм, жовчнокам'яну хворобу, псоріаз, екзему, астму, мігрень тощо» (Så botar jag reumatism, gallsten, psoriasis, eksem, astma, migrän m.m.)

## Книги про Альму Ніссен

### Данською мовою
- Петер Лаурсен (Peter Laursen) «Альма Ніссен — загадка ревматизму та інші курси оздоровчого лікування» (Alma Nissen — gigtens gåde og andre helsekure).